# Самілик Микола Гнатович
Микола Гнатович Самілик (28 травня 1937, смт. Краснокутськ Краснокутського району Харківської області) — український партійний діяч, 1-й секретар Кіровоградського обласного комітету КПУ. Депутат Верховної Ради СРСР 11-го скликання. Народний депутат СРСР у 1989—1991 р. Член ЦК КПУ в 1986—1990 р. Член Центральної Ревізійної Комісії КПРС в 1986—1990 р.

## Біографія
Народився в селянській родині.
У 1959 році закінчив Дніпропетровський сільськогосподарський інститут.
З 1959 року —  завідувач ремонтно-механічної майстерні, з 1960 року — головний інженер колгоспу імені Дзержинського Новомосковського району Дніпропетровської області.
Член КПРС з 1961 року.
У 1967—1968 роках — голова колгоспу імені Калініна Новомосковського району Дніпропетровської області.
У 1968—1971 роках — 2-й секретар Новомосковського районного комітету КПУ Дніпропетровської області.
У 1971 — березні 1973 року — 1-й секретар Межівського районного комітету КПУ Дніпропетровської області.
9 березня 1973 — лютий 1982 року — секретар Дніпропетровського обласного комітету Компартії України з питань сільського господарства.
2 лютого 1982 — 26 квітня 1990 року — 1-й секретар Кіровоградського обласного комітету Компартії України.
З 1990 року — генеральний директор Дніпропетровського обласного виробничого об'єднання птахівничої промисловості «Дніпропетровськптахопром». Займався комерційною діяльністю.
Потім — на пенсії в місті Дніпропетровську (тепер — Дніпрі).

## Нагороди
- орден Жовтневої Революції
- два ордени Трудового Червоного Прапора (,27.05.1987)
- орден «Знак Пошани»
- медалі